# Euzkadi Buru Batzar
El Euzkadi Buru Batzar (en euskera, Comisión Ejecutiva de Euzkadi o Comisión Central de Euzkadi) es el comité ejecutivo nacional u órgano ejecutivo nacional o consejo nacional del Partido Nacionalista Vasco. Está compuesto por los cinco comités ejecutivos territoriales que forman Euzkadi: Bizkai Buru Batzar (de Vizcaya), Gipuzko Buru Batzar (de Guipúzcoa), Napar Buru Batzar (de Navarra), Araba Buru Batzar (de Álava) e Ipar Buru Batzar (de Iparralde).

## Historia
El 31 de julio de 1895 fue creado el Bizkai Buru Batzar, el comité ejecutivo provincial más antiguo del PNV.

## Organización
El EBB está compuesto por los presidentes de los cinco comités ejecutivos provinciales del partido, por el presidente del EBB y del partido (alberdiburu) y otros miembros, como el presidente de las juventudes del partido. A los miembros de los Buru Batzar se les llama burukide (miembro del Comité Ejecutivo). Hoy en día lo componen:
- Aitor Esteban (presidente del EBB y alderdiburu o presidente del partido)
- Itxaso Atutxa (presidenta del Bizkai Buru Batzar)
- Joseba Egibar (presidente del Gipuzko Buru Batzar)
- Unai Hualde (presidente del Napar Buru Batzar)
- José Antonio Suso (presidente del Araba Buru Batzar)
- Pako Arizmendi (presidente del Ipar Buru Batzar)
- Mireia Zarate (secretaria del EBB)
- Y otros seis burukides

Los presidentes del Euzkadi Buru Batzar, que al mismo tiempo son presidentes del PNV (alderdiburu), han sido:
- Carlos Garaikoetxea (1977-1980)
- Román Sudupe Olaizola (1984-1985)
- Jesús Insausti (1985-1987)
- Xabier Arzalluz (1980-1984, 1987-2004)
- Josu Jon Imaz (2004-2007)
- Iñigo Urkullu (2007-2013)
- Andoni Ortuzar (2013-2025)
- Aitor Esteban (Desde 2025)